# John Bosco Baremes
Jean (John) Bosco Baremes, né le 30 août 1960 à Tiarani, Arawa, originaire de Han, dans les îles Carteret en Papouasie-Nouvelle-Guinée, est un père mariste et évêque catholique, évêque du diocèse de Port-Vila au Vanuatu depuis 2009.

## Biographie

### Enfance
John Bosco Baremes  a fait ses études primaires et secondaires au collège Saint-Joseph de Rigu.

### Formation et Société de Marie
Il est entré au petit séminaire de Rabaul, c'est là qu'il a décidé de devenir un père mariste et a fait son entrée au noviciat de l'institut à Taveuni. Il y a fait sa profession perpétuelle le 18 janvier 1981. Il a ensuite étudié la philosophie au séminaire de Bomana à Port-Moresby, puis la théologie dans ce même séminaire. Il est ensuite passé au séminaire régional du Pacifique pour ses études ecclésiastiques.

### Prêtre
Il a été ordonné prêtre le 4 décembre 1987 sur l'île Carteret.
Il a été successivement prêtre de Pouebo en Nouvelle-Calédonie, puis a fait des études au collège Loyola dans le Maryland. Il a ensuite été directeur de l'institut de conseil de Trauma de Bougainville puis directeur de la province des Pères Maristes d'Océanie.

### Évêque
Le 18 novembre 2009, il est nommé évêque de Port-Vila au Vanuatu par le pape Benoît XVI, succédant ainsi à Michel Visi (de). Son ordination épiscopale s'est déroulée le dimanche 14 février 2010 à Port-Vila et réalisée par Michel Calvet avec comme co-consécrateurs Ghislain de Rasilly et Soane Patita Paini Mafi

### Devise épiscopale
Chemin vers le Père.